# Нефёдов, Алексей Валерьевич
Алексей Валерьевич Нефёдов (род. 26 мая 1978, Ленинград) — российский супервайзер мюзиклов, главный хормейстер, дирижёр и музыкальный руководитель Санкт-Петербургского театра музыкальной комедии, кавалер медали «За заслуги перед Отечеством» II (2009) и I (2019) степеней.

## Биография
Родился 26 мая 1978 года в Ленинграде. В 1996 году окончил Санкт-Петербургское Хоровое училище имени М. И. Глинки с отличием. Педагоги: по классу дирижирования — А. П. Емелин, по классу фортепиано — А. Ф. Курнавин.
В Санкт-Петербургской государственной консерватории имени Н.А. Римского-Корсакова – в 2001 году дирижерско-хоровой факультет, класс Т. Хитровой, в 2014 году – факультет композиции и дирижирования по специальности «Дирижирование оперно-симфоническим оркестром». Факультативно обучался в классе органа (педагог М. Чаусова).
С 2001 по 2009 годы преподавал на кафедре вокала и музыкального воспитания в Санкт-Петербургской академии театрального искусства.

## Творчество
В 2003 году был приглашен в качестве главного хормейстера в Театр музыкальной комедии. Участвовал в создании более 20 следующих постановок: «Хелло, Долли!» Дж. Германа, «Венские встречи» на музыку И. Штрауса, «Не такая, как все» А. Петрова и А. Кальварского, «Синяя борода» и «Парижская жизнь» Ж. Оффенбаха, «Веселая вдова» Ф. Легара, «Баядера», «Сильва», «Герцогиня из Чикаго», «Графиня Марица» и «Фиалка Монмартра» И. Кальмана, «О, милый друг!» В. Лебедева, «Летучая мышь» И. Штрауса, «Мадам Помпадур» Л. Фалля, «Продавец птиц» К. Целлера, «Гаспарон» К. Миллекера, «Оливер!» Л. Барта, «Женихи» И. Дунаевского. В 2007 году осуществил музыкальное руководство детским спектаклем «Теремок» А. Кулыгина, в котором ведущие роли исполнили артисты хора.
Музыкальный руководитель и дирижёр мюзикла «Бал вампиров» Дж. Стейнмана, детского музыкального спектакля Disney «Аладдин» А. Менкена, концерта «Хиты Бродвея», оперетты «Страна улыбок» Ф. Легара, мюзиклов «Джекилл & Хайд» и «Граф Монте-Кристо» Ф. Уайлдхорна, концерта «Хиты Бродвея – 2. На сцене и на экране», мюзиклов «Канкан» К. Портера, «Девчонка на миллион» М. Леонидова, «Мисс Сайгон» К.-М. Шенберга, «Алиса и Страна чудес» Г. Матвейчука и «Пётр I» Ф. Уайлдхорна, «Франкенштейн» Р. Игнатьева, «Ромео и Джульетта» Ж. Пресгурвика.
В 2009 году А.В. Нефедов Указом Президента Российской Федерации награжден медалью Ордена «За заслуги перед Отечеством» II степени.
Как дирижер мюзикла «Бал вампиров» 27 апреля 2012 года удостоен Премии Правительства Санкт-Петербурга в области литературы, искусства и архитектуры за 2011 год «За достижения в области музыкально-сценического искусства».
В октябре 2016 года дирижировал мюзикл «Джекилл & Хайд» на XII театральном фестивале «Золотая Маска в Эстонии» в Таллинне, в октябре 2019 — мюзикл «Канкан»  на XV фестивале. Проводил в театре музыкальной комедии концерты с участием композитора Фрэнка Уайлдхорна, вокалистов – Кевина Тарта, Томаса Борхерта, Марка Зайберта, Дрю Сэрича и других.
В апреле 2017 года на сцене Будапештского театра оперетты и мюзикла дирижировал большим концертом, посвященным 10-летию сотрудничества с Санкт-Петербургским театром музыкальной комедии.
В сентябре 2017 года назначен «Супервайзером мюзиклов» театра.
В 2019 году Указом Президента Российской Федерации награжден Медалью Ордена «За заслуги перед Отечеством» I степени «За большой вклад в развитие отечественной культуры и искусства, многолетнюю плодотворную деятельность».
В мае 2023 года в числе творческой группы спектакля «Пётр I» удостоен Премии Правительства Санкт-Петербурга в области культуры и искусства за 2022 год «За достижения в области музыкально-сценического искусства». С конца 2024 года является музыкальным руководителем и дирижером мюзикла Жерара Пресгурвика «Ромео и Джульетта», сценической версии и постановки КЕРО (Венгрия) в театре музыкальной комедии в Санкт-Петербурге. 

## Награды и звания
- 2009 — Медаль ордена «За заслуги перед Отечеством» II степени «За большой вклад в развитие отечественного театрального искусства и многолетнюю плодотворную деятельность»[11]
- 2011 — Премия Правительства Санкт-Петербурга в области литературы, искусства и архитектуры за 2011 год «За достижения в области музыкально-сценического искусства» как дирижера мюзикла «Бал вампиров»[12]
- 2013 — Номинирован на национальную театральную премию «Золотая Маска» (номинация «Лучшая работа дирижера» за спектакль «Бал вампиров»)[13][14]
- 2018 — Благодарность Законодательного Собрания Санкт-Петербурга «За выдающиеся личные заслуги в развитии культуры и искусства в Санкт-Петербурге, многолетнюю добросовестную профессиональную деятельность»[15]
- 2019 — Номинирован на национальную театральную премию «Золотая Маска» (номинация «Лучшая работа дирижера» за спектакль «Граф Монте-Кристо»)[16][17]
- 2019 — Медаль ордена «За заслуги перед Отечеством» I степени «За большой вклад в развитие отечественной культуры и искусства, многолетнюю плодотворную деятельность»[18]
- 2023 — Премия Правительства Санкт-Петербурга в области литературы, искусства и архитектуры за 2022 год «За выдающие заслуги в области музыкально-сценического искусства» как дирижера мюзикла «Пётр I»[19][20]
- 2023 — Номинирован на национальную театральную премию «Музыкальное сердце театра» (номинация «Лучшая работа дирижера» за спектакль «Маугли»)[21]
- 2023 — Номинирован на национальную театральную премию «Золотая Маска» (номинация «Лучшая работа дирижера» за спектакль «Пётр I»)[22].
- 2024 — Лауреат премии Правительства Российской Федерации в области культуры №3985-Р от 25.12.2024 г. за спектакль «Петр I»
- 2025 — Премия Правительства Санкт-Петербурга в области литературы, искусства и архитектуры за 2024 год «За создание спектакля» как дирижера мюзикла «Капитанская дочка»[23]
- 2025 — Номинирован на театральную премию «Музыкальное сердце театра» (номинация «Лучший музыкальный руководитель» за спектакль «Капитанская дочка»)[24].
- 2025 — Номинирован на театральную премию «Музыкальное сердце театра» (номинация «Лучший дирижёр» за спектакль «Капитанская дочка»)